# Bruce Douglas
Pour les articles homonymes, voir Douglas.
Pas d'image ? Cliquez ici

a Compétitions nationales et continentales officielles uniquement.

b Matchs officiels uniquement.
Dernière mise à jour le 29 octobre 2021.
Bruce Andrew Ferguson Douglas, né le 10 février 1980 à Édimbourg, est un joueur écossais de rugby à XV qui joue avec l'équipe d'Écosse entre 2002 et 2006, évoluant au poste de pilier.

## Biographie
Sa première cape internationale a eu lieu le 9 novembre 2002 contre la Roumanie au Murrayfield Stadium, sa dernière le 17 juin 2006 contre l'Afrique du Sud à Port Elizabeth. Douglas participe à la coupe du monde 2003 (5 matchs joués). 

## Statistiques en équipe nationale
- 43 sélections
- Sélections par années : 3 en 2002, 14 en 2003, 11 en 2004, 8 en 2005, 7 en 2006
- Tournoi des Six Nations disputés : 2003, 2004, 2005, 2006